# 艾利萨·巴兹纳
艾利萨·巴兹纳（土耳其語：Elyesa Bazna，1904年7月28日—1970年12月21日），代号西塞罗（Cicero），阿尔巴尼亚裔土耳其人，是第二次世界大战期间效力于纳粹德国的间谍。
生于奥斯曼帝国科索沃州普里什蒂纳，1920年曾加入法国军队，因偷窃被判入劳改营3年。
1943年至1944年作为贴身男仆受雇于英国驻土耳其大使许阁森，期间将许多高度重要文件拍照传给德国人，但因身份被德国怀疑而未受到重视。
战后因大量持有假钞（纳粹德国以伪造的英镑纸币向巴兹纳支付报酬）被捕入狱，出狱后以教人唱歌、倒卖二手车和保安为生。1960年代移民西德，曾试图向西德政府索赔但未果。1970年病逝于西德慕尼黑。